# Stenothoe elachistoides
Stenothoe elachistoides is een vlokreeftensoort uit de familie van de Stenothoidae. De wetenschappelijke naam van de soort is voor het eerst geldig gepubliceerd in 1980 door Myers & McGrath.